# Eberlanzia schneideriana
Eberlanzia schneideriana är en isörtsväxtart som först beskrevs av Alwin Berger, och fick sitt nu gällande namn av H. E. K. Hartmann. Eberlanzia schneideriana ingår i släktet Eberlanzia och familjen isörtsväxter. Inga underarter finns listade i Catalogue of Life.